# Thieting von Reichenau
Thieting (* im 9. Jahrhundert; † 916) war von 913 bis 916 Abt des Klosters Reichenau.

## Leben
Thieting war Reichenauer Mönch und wurde 913 der 19. Abt der Reichenau. Er war bis zu seinem Tode 916 oder 917 im Amt.
Unter Abt Thieting kam der griechische Mönch Simeon auf die Reichenau und trat in das Kloster Reichenau ein.